# Let's Love
Singles par David Guetta
Nothing
(2020) Save My Life
(2020)
Singles par Sia
Exhale
(2020) Courage to Change
(2020)
Clip vidéo
[vidéo] « Let's Love (Lyric Video) », sur YouTube
Let's Love est une chanson du disc jockey français David Guetta et de la chanteuse australienne Sia, sortie en single le 11 septembre 2020 sous le label Parlophone. La chanson est écrite par Guetta, Giorgio Tuinfort, Marcus van Wattum et Sia.

## Contexte et sortie
David Guetta a précédemment collaboré avec la chanteuse Sia pour les singles Titanium, She Wolf (Falling to Pieces), Bang My Head, Helium et Flames. Guetta a révélé qu'il était à Miami pendant la pandémie de Covid-19 lorsqu'il a envoyé un texto à Sia et lui a demandé si elle voulait « « sauver le monde » avec une chanson joyeuse et aller à l'encontre de la tendance ». Il a initialement envoyé des accords de piano à Sia, sur lesquels Sia a enregistré sa voix et lui a renvoyé une ballade. David Guetta voulait que le morceau devienne « plus joyeux » et l'a transformé en un morceau synth-pop influencé des années 1980.
Le 6 septembre 2020, David Guetta a publié un court extrait de Let's Love sur TikTok en ajoutant : « Ce que j'aime, c'est être en studio et faire de la musique, surtout ici à Ibiza. Dites-moi ce que vous aimez. Dites-moi ce que vous aimez, montrez-moi ce que vous aimez. Envoyez-moi vos vidéos, tout ce qui vous passionne. Je pense que la vie n'est rien sans passion et je veux que nous fêtions la vie ensemble ». Concernant la sortie de la chanson, Guetta explique que « pendant cette période d'isolement, j'ai été incroyablement inspiré pour sortir de la musique qui a une énergie édifiante ».

## Accueil critique
Ben Kaye du Consequence of Sound a décrit la chanson comme « une chanson édifiante des années 80 » avec « un rythme des années 80 qui pourrait être un titre retiré de la bande originale de Sing Street ».
L'organisation des classements britanniques Official Charts Company décrit Let's Love comme un morceau influencé par Love Is a Battlefield de Pat Benatar avec des « synthés scintillants » et un « tempo exaltant qui juxtapose le trap, alternatif et emo rap dans le paysage musical de 2020 ».

## Crédits
Crédits provenant de Tidal.
- David Guetta – écriture, composition, programmation, production
- Sia Furler – voix principale
- Giorgio Tuinfort – production, instruments, piano, programmation
- Marcus van Wattum – production, instruments, programmation
- Marcel Schimscheimer – basse
- Pierre-Luc Rioux – guitare
- Peppe Folliero – mastering, mixage audio

## Liste des pistes
| 1. | Let's Love | 3:15 |

| 1. | Let's Love (David Guetta & Morten Future Rave Remix)          | 3:42 |
| 2. | Let's Love (David Guetta & Morten Future Rave Extended Remix) | 4:39 |

## Classements hebdomadaires
| Classement (2020)                       | Meilleure position |
| --------------------------------------- | ------------------ |
| Allemagne (GfK Entertainment)           | 30                 |
| Allemagne (Dance Top 20)                | 9                  |
| Australie (ARIA Dance)                  | 13                 |
| Autriche (Ö3 Austria Top 40)            | 70                 |
| Belgique (Flandre Ultratop 50 Singles)  | 24                 |
| Belgique (Flandre Ultratop 50 Dance)    | 3                  |
| Belgique (Wallonie Ultratop 50 Singles) | 8                  |
| Belgique (Wallonie Ultratop 50 Dance)   | 3                  |
| Canada (Digital Songs)                  | 19                 |
| CEI (Tophit)                            | 6                  |
| Croatie (HRT)                           | 1                  |
| Écosse (OCC)                            | 7                  |
| Espagne (Promusicae Radio)              | 11                 |
| États-Unis (Hot Dance/Electronic Songs) | 9                  |
| États-Unis (Dance/Mix Show Airplay)     | 2                  |
| France (SNEP)                           | 51                 |
| France (SNEP Radio)                     | 24                 |
| France (SNEP Ventes)                    | 6                  |
| Global 200 (Billboard)                  | 106                |
| Hongrie (Single Top 40)                 | 28                 |
| Israël (Media Forest)                   | 1                  |
| Italie (FIMI)                           | 75                 |
| Mexique (Mexico Airplay)                | 13                 |
| Mexique (Mexico Inglés Airplay)         | 10                 |
| Nouvelle-Zélande (RMNZ Hot Singles)     | 10                 |
| Pays-Bas (Nederlandse Top 40)           | 14                 |
| Pays-Bas (Single Top 100)               | 42                 |
| Pays-Bas (Mega Top 30)                  | 2                  |
| Pologne (ZPAV)                          | 18                 |
| Royaume-Uni (UK Singles Chart)          | 53                 |
| Russie (Tophit Radio Top 100)           | 5                  |
| Serbie (Radiomonitor)                   | 13                 |
| Slovaquie (IFPI Rádio)                  | 19                 |
| Suisse (Schweizer Hitparade)            | 47                 |
| Suisse (Charts Romandie)                | 3                  |
| Tchéquie (IFPI Rádio)                   | 48                 |

## Historique de sortie
| Région      | Date              | Format                                 | Label(s)   | Ref.   |
| ----------- | ----------------- | -------------------------------------- | ---------- | ------ |
| Divers      | 11 septembre 2020 | - Téléchargement - streaming           | Parlophone | [ 6 ]  |
| Australie   | 11 septembre 2020 | Diffusion radio (succès contemporains) | Warner     | [ 42 ] |
| Italie      | 18 septembre 2020 | Diffusion radio (succès contemporains) | Warner     | [ 43 ] |
| Royaume-Uni | 26 septembre 2020 | Diffusion radio (adult contemporary)   | Warner     | [ 44 ] |
| États-Unis  | 3 novembre 2020   | Diffusion radio (succès contemporains) | Warner     | [ 45 ] |